# Lost (Frank Ocean)
Lost è un singolo del cantante statunitense Frank Ocean, pubblicato il 17 dicembre 2012 come quarto estratto dal primo album in studio Channel Orange.

## Tracce
1. Lost – 3:54

## Cover
Nel luglio 2015 il gruppo statunitense Major Lazer ha pubblicato una cover del brano, in collaborazione con la cantante danese MØ.

## Classifiche

### Classifiche settimanali
| Classifica (2012-22) | Posizione massima |
| -------------------- | ----------------- |
| Australia            | 16                |
| Austria              | 43                |
| Belgio (Fiandre)     | 63                |
| Canada               | 22                |
| Danimarca            | 14                |
| Germania             | 69                |
| Grecia               | 65                |
| Irlanda              | 24                |
| Islanda              | 21                |
| Lituania             | 43                |
| Norvegia             | 36                |
| Nuova Zelanda        | 5                 |
| Paesi Bassi          | 53                |
| Portogallo           | 133               |
| Regno Unito          | 44                |
| Sudafrica            | 70                |
| Svezia               | 80                |
| Svizzera             | 51                |

### Classifiche di fine anno
| Classifica (2013) | Posizione |
| ----------------- | --------- |
| Nuova Zelanda     | 29        |
| Classifica (2022) | Posizione |
| Australia         | 40        |
| Canada            | 88        |
| Danimarca         | 78        |
| Islanda           | 53        |
| Nuova Zelanda     | 30        |
| Regno Unito       | 96        |
| Classifica (2023) | Posizione |
| Australia         | 90        |